# دوره دهم مجلس شورای ملی
دوره دهم مجلس شورای ملی در ۱۵ خرداد ۱۳۱۴ (۴ ربیع‌الاول ۱۳۵۴ ه.ق.) بازگشایی شد و در ۲۲ خرداد ۱۳۱۶ (۳ ربیع‌الثانی ۱۳۵۶ ه.ق.) به پایان رسید.
ریاست مجلس دهم در دست محتشم‌السلطنه بود. ۱۳۷ نماینده به مجلس راه یافتند. اعتبارنامه عدل‌الملک (رئیس دوره‌های هفتم تا نهم) رد شد. علی‌اکبر اسدی (فرزند محمدولی اسدی) سلب مصونیت شد و به زندان افتاد. مصونیت سید علیرضا احتشام‌زاده نیز در اردیبهشت ۱۳۱۵ سلب شد. در این دوره، ۱۳۵ قانون به تصویب رسید.

## رخدادهای مهم
- ۲۷ خرداد ۱۳۱۴: رأی اعتماد به کابینه محمدعلی فروغی
- ۱۲ مرداد ۱۳۱۴: تصویب قانون تشکیلات مؤسسه راه‌آهن دولتی ایران
- ۱۳ مهر ۱۳۱۴: تصویب جلد سوم قانون مدنی
- ۱۳ آذر ۱۳۱۴: رأی اعتماد به کابینه محمود جم
- ۲۵ بهمن ۱۳۱۵: تصویب قانون جدید وکالت و نسخ قانون قبلی (مصوب ۲۰ شهریور ۱۳۱۴)
- ۷ اردیبهشت ۱۳۱۶: تصویب قانون بیمه
- ۱۵ خرداد ۱۳۱۵: تصویب قانون دفتر اسناد رسمی
- ۲۰ خرداد ۱۳۱۶: تصویب موافقتنامه راجع به اصلاح خط سرحدی بین ایران و ترکیه